# Временная пульсирующая полость

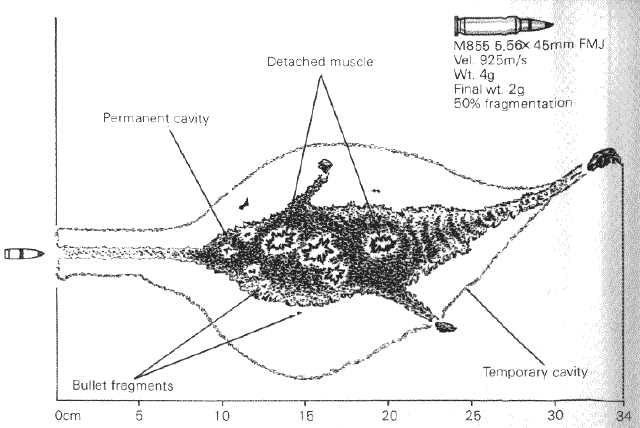
Раневой канал и временная пульсирующая полость, возникающие при попадании пули M855 стандарта 5,56 × 45 мм НАТО

Вре́менная пульси́рующая по́лость — сложный феномен кратковременного последействия, имеющий место после прохождения высокоскоростного ранящего снаряда (осколка, пули и т. п.) сквозь биологические ткани и вызывающий изменения их физико-морфологических свойств вдоль раневого канала. Результатом этого явления могут быть серьёзные поражения внутренних органов, которые удалены от полости раневого канала на значительное расстояние.
Эффект временной пульсирующей полости считается одним из факторов, которые резко отличают современные огнестрельные травмы от пулевых ранений времён Второй мировой войны. Эти отличия предопределили неприменимость большинства ранее созданных медицинскик тактик лечения огнестрельных травм в условиях локальных войн XXI века.
Изучение закономерностей развития и существования временной пульсирующей полости, а также установление связей между её размерами и кинетикой поражающего снаряда является третьей проблемой раневой баллистики.

## Механика взаимодействия
Первоначальный контакт пули с поверхностью цели приводит к сдавливанию и уплотнению биологических тканей в точке соприкосновения. Инерционность тканевых масс провоцирует нарушение состояния физического равновесия, что в свою очередь инициирует расходящуюся волну деформации, которую нередко называют «ударной» или компрессионной волной.
Эта волна распространяется в биологических тканях со скоростью звука (которая в жидких и пластических средах составляет около 1500 м/с), значительно обгоняя быстро теряющую скорость пулю. Из этого факта следует условность названия «ударная» волна, так как реальная ударная волна распространяется со скоростями, значительно превосходящими скорость звука в данной среде.
Компрессионная волна в тканях характеризуется крутыми фронтами с высоким положительным перепадом давления более 1 МПа за временной интервал менее одной микросекунды. Фаза положительного давления продолжается в течение около 0,05—0,5 мс, что сопоставимо с продолжительностью прохождения ранящего снаряда сквозь цель; этот перепад давления можно зарегистрировать на больших расстояниях от раневого канала. Далее следует незначительная по величине фаза отрицательного давления.
Вслед за «ударной» волной возникают значительно более слабые низкочастотные перепады давления длительностью до 30—40 мс, которые получили название волн сжатия или сдвига; их амплитуда не превышает нескольких десятков кПа. Эти волны, распространяясь по телу, имеют способность отражаться от плотных тканевых образований, что заставляет рассматривать их максимальную амплитуду как суперпозицию падающих и отражённых компонент. По мнению ряда исследователей, именно этот вид волн ответственен за основной поражающий эффект ранящего снаряда вне зоны раневого канала, так как создавшая их «ударная» волна весьма кратковременна и не связана с переносом материала тканей. Именно в ходе существования низкочастотных колебаний и проявляется феномен временной пульсирующей полости.

## Временная пульсирующая полость
Временная пульсирующая полость возникает в результате передачи кинетической энергии снаряда биологическим тканям и разлёта их фрагментов под действием его кинетики. По мнению ряда специалистов, её физическая природа связана с феноменом кавитации, сопровождающей ускоренное движение тела в жидкой среде. Временная пульсирующая полость становится заметной при воздействии на ткани поражающими элементами, которые обладают скоростями более 300 м/с, особенно сильно она проявляется при увеличении скоростей до 700 м/с. Как правило, значительная доля кинетической энергии ранящего снаряда передаётся вдоль направления полёта, поэтому площадь поражения тканей, как правило, возрастает по направлению к выходному отверстию.
Пульсации тканей в районе временной полости (в зоне вторичного некроза) приводят к их контузии (прямому травматическому некрозу), расслоению и разрыву, изменению объёма внутренних органов, их смещению и так называемому «растрескиванию», перемещению внутренних жидкостей и газов, затягиванию в раневой канал инородных тел, микроорганизмов и т. п.. Их характерным следствием являются очаговые кровоизлияния, разрушения клеток и внутриклеточных структур, нарушения микроциркуляции крови, стаз форменных элементов, дилатация мелких сосудов, что в результате ведёт к образованию очагов вторичного некроза.
В зависимости от условий столкновения, образующийся в результате пульсирующий дефект может быть примерно в 30 (по другим данным — в 15 — 25) раз больше поперечного диаметра поражающего снаряда. Пространственный размер временной пульсирующей полости пропорционален доле переданной тканям энергетики, а своего наибольшего значения он достигает в точке максимального торможения снаряда. Как правило, пика в своём развитии временная пульсирующая полость достигает примерно через 2 — 4 мс, продолжает своё существование в течение 10 — 20 мс (иногда до 200 мс) и после нескольких пульсаций (от 2 до 5) исчезает. Продолжительность пульсаций превышает длительность прохождения поражающего снаряда через ткани примерно в 2000 раз.
Осколки современных боеприпасов ввиду их сложной изрезанной формы подвергаются большему сопротивлению и передают тканям максимум своей энергии. Поэтому временная пульсирующая полость осколочных ранений шире и короче, чем у пулевых, а самая большая протяжённость повреждений отмечается со стороны входного отверстия.